# Sierra de Mijas
La sierra de Mijas es un macizo del Cordón Montañoso Litoral, que se asienta paralela a la Costa del Sol, en Andalucía, España. Separa la Costa del Sol Occidental de la comarca del Valle del Guadalhorce y los municipios de Torremolinos, Benalmádena, Mijas, Alhaurín de la Torre, Alhaurín el Grande y de Churriana (distrito de Málaga). El punto más alto es el pico de Mijas a 1150 m s. n. m., pero existen otros picos como el Pico del Puerto Málaga, Jabalcuza, Calamorro, Jarapalos y Cerro del Moro. En este último se encuentra la estación de telecomunicaciones que sirve a Málaga capital y gran parte de la provincia.

## Origen del nombre
La sierra toma el nombre del pueblo de Mijas, topónimo que a su vez deriva del árabe "Mixa", que es como los musulmanes conocían el actual pueblo y que es una contracción del topónimo "Tarmina" romana. 

## Orografía

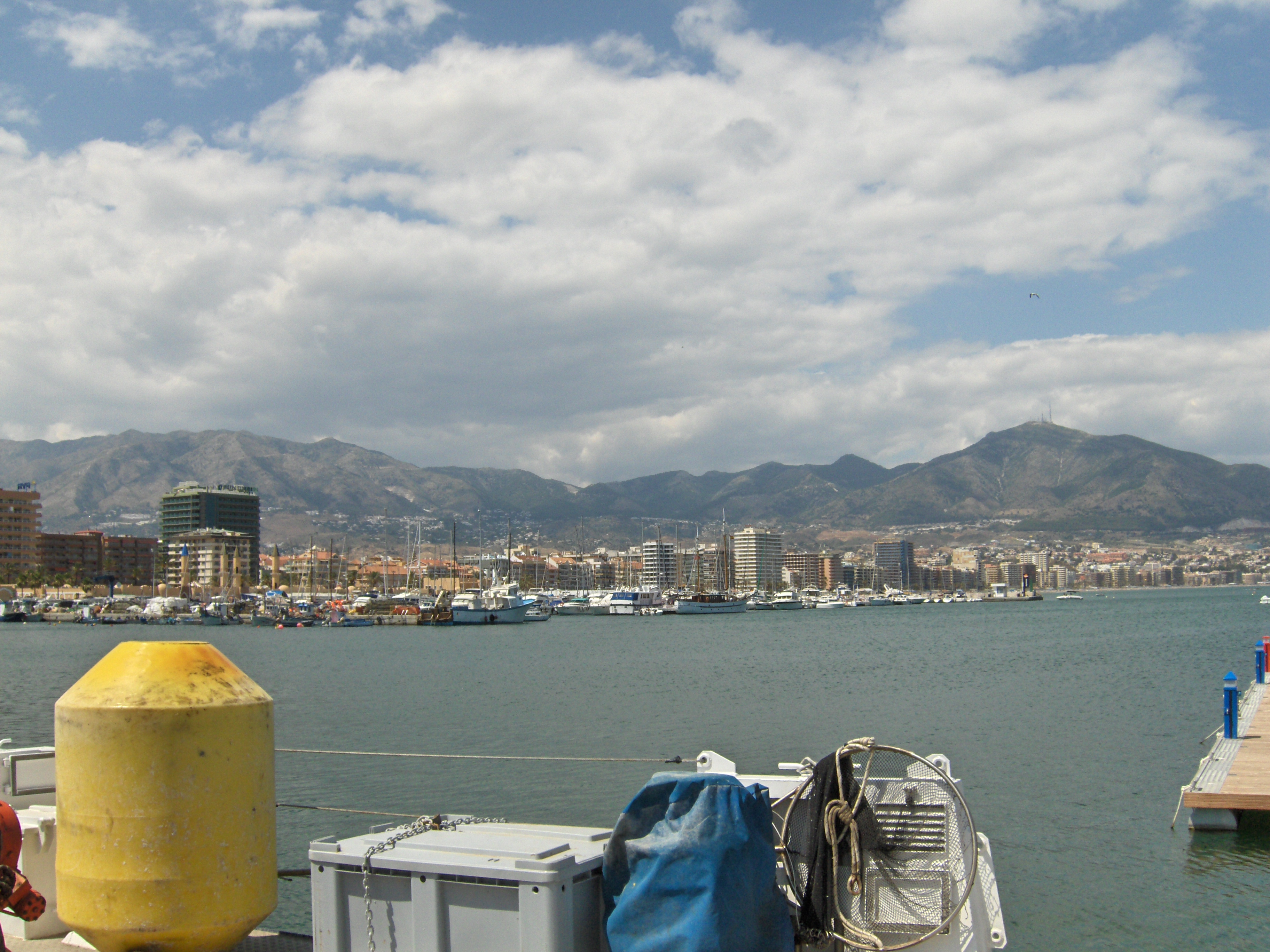
Sierra de Mijas desde el puerto de Fuengirola.

Topográficamente la sierra aparece como un elemento individualizado, ya que a partir de la cota de 400 metros se eleva sobre los terrenos que la circundan. En ella se pueden distinguir dos lines de crestas: una que discurre por las mayores elevaciones como el Pico de Mijas (1150 m), Pico Mendoza (1103 m), Pico Castillejo con (955 m) y Cerro del Moro (973 m) con orientación, E-W, y otra que va desde el Pico Calamorro (772 m) al Pico Jabalcuza (606 m), de dirección NE-SW. Además existen otras líneas secundarias que contribuyen a complicar el relieve. Las pendientes por lo general son pronunciadas, en muchos casos superan el 100 %, hasta alcanzar la verticalidad en algunas zonas, como el Tajo del Horno, el Tajo del Caballo, etc.
Los arroyos que descienden por las laderas vierten sus aguas directamente al mar o a los cauces de los ríos Guadalhorce y Alaminos. A pesar de tener un caudal temporal, debido a las bajas precipitaciones, la fuerte escorrentía y las características hidrogeológicas de la sierra han propiciado la excavación de profundas cañadas que le dan al relieve un aspecto abrupto y entrecortado.

## Geología
Geológicamente se encuentra situada en la zona interna de la cordillera Bética. La mayor parte de esta elevación está formada por el Complejo alpujárride y en menor medida por el Complejo maláguide, ambos complejos son dos de los conjuntos de materiales que forman la zona interna. La sierra de Mijas constituye un macizo de mármoles, situado al oeste de Málaga, en el sistema montañoso de la Serranía de Ronda. Se trata de un escarpado relieve, separado de Sierra Blanca, con la que forma una misma unidad geológica por el Puerto de los Pescadores, en los que se alcanzan cotas superiores a 1000 m, en apenas 5-10 km de distancia al mar. Abundan las calizas, que se extraen en varias canteras, situadas en Alhaurín de la Torre y Benalmádena.
Se detectan dos tipos de mármol fácilmente reconocibles:

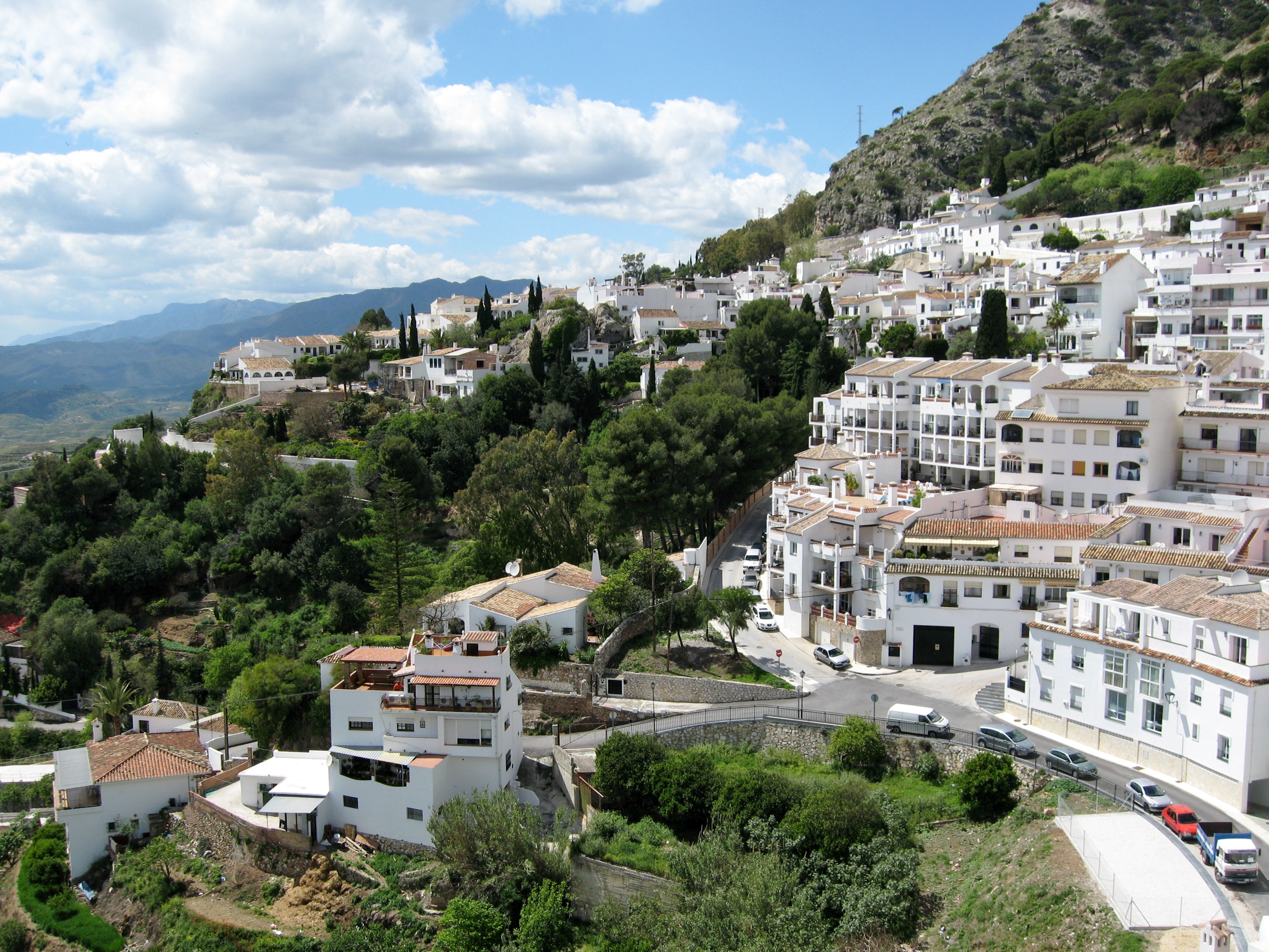
Mijas Pueblo, en la ladera de la sierra de Mijas.

- Mármoles dolomíticos blancos: presentan un tamaño de grano grueso y con frecuencia muestran aspecto arenoso. Son ricos en magnesio, cuya presencia se evidencia por el olor fétido que desprenden al golpearlos.
- Mármoles azules: se presentan en bloques blancos macizos atravesados a veces por bandas azuladas.

Ya en la base de la sierra, y bordeando la misma se pueden encontrar materiales esquistosos principalmente en la vertiente meridional de la sierra y depósitos cuaternarios en la vertiente septentrional.
En cuanto a la edafología, los suelos de la sierra se encuentran muy erosionados debido a la elevada pendiente de las laderas, la pérdida de vegetación, la explotación de recursos forestales y los incendios. predominan los denominados "litosoles", donde el perfil se caracteriza por presentar una capa superficial terrosa de apenas 10cm de espesor, con bastantes trozos de rocas, por debajo de las cuales aparece la roca madre, es decir, los mármoles. En sitios dónde las condiciones orográficas son favorables, aparece un suelo algo más desarrollado, conocido como "terra-rossa", que posee un alto contenido en arcilla. Este suelo es de color rojo y se forma por la acumulación de la arcilla de descalificación. El perfil en este caso destaca por un horizonte argílico, caracterizado por la migración de la arcilla al horizonte superior.

## Minerales
Desde épocas pasadas, la sierra ha sido conocida por sus minas de plomo, plata, hierro y zinc que subyacen en su tierra. Actualmente estas explotaciones están abandonadas, pero en la antigüedad formaban parte del entramado económico y social. El mármol en especial el de la Cantera del Barrio de Mijas, fue muy valorado por los romanos por su alta calidad. En la actualidad, existen canteras de áridos (caliza), en Mijas y Alhaurín de la Torre que afectan gravemente a la fisonomía de la sierra. Algunos de los minerales más destacados son: aragonito, blenda, cuarzo, calcita limonita, espinela roja, galena y limonita.

## Flora y fauna

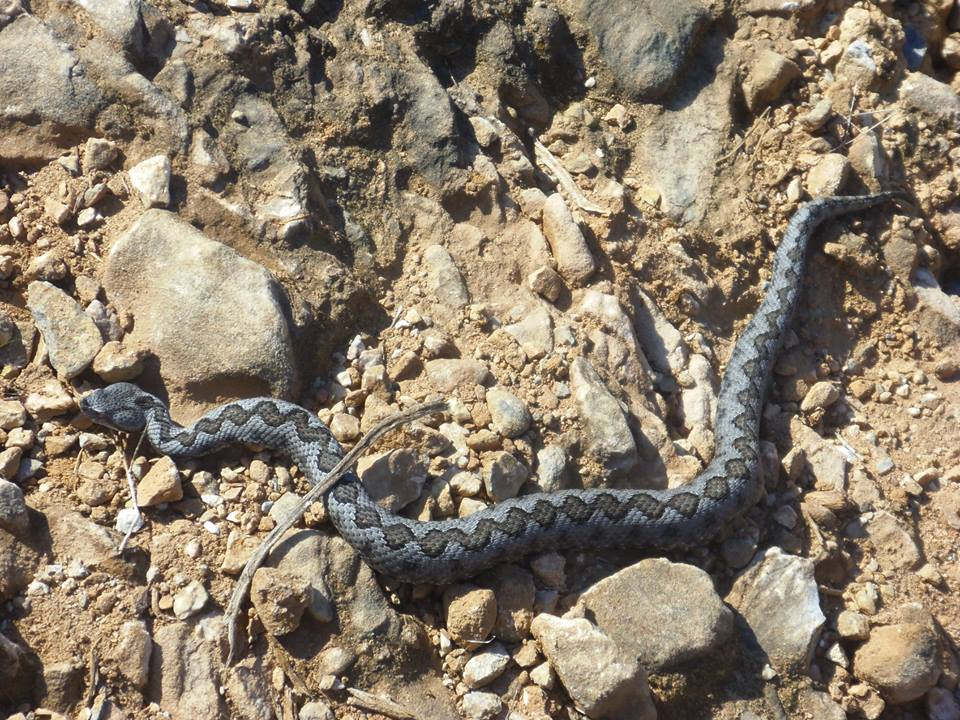
Pequeña víbora hocicuda en el término municipal de Alhaurín de la Torre.

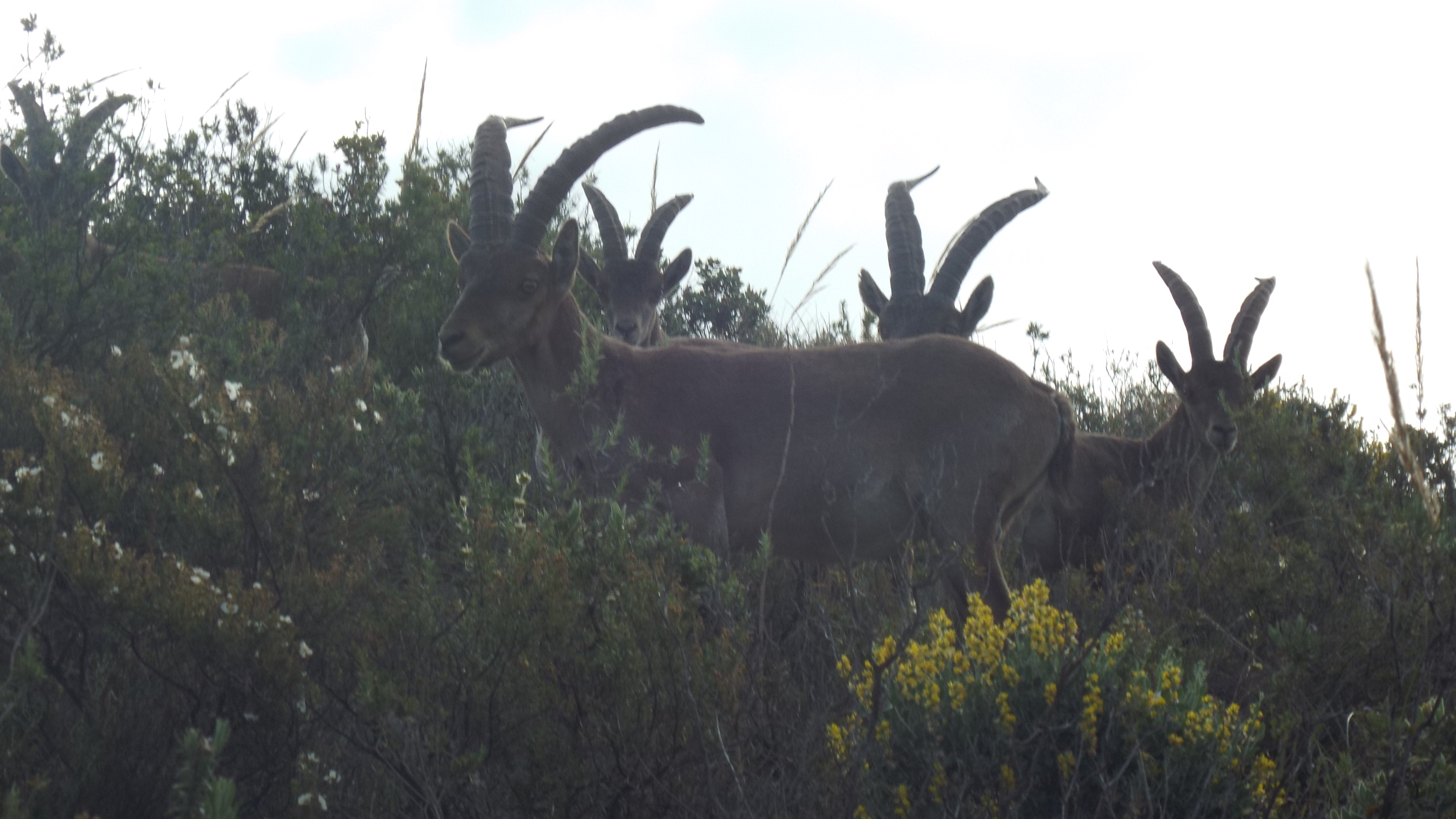
Cabra montés

### Flora
La flora consta de pinos y abundante matorral mediterráneo, como tomillo, romero y palmito. En las latitudes bajas y medias de este macizo encontramos un extenso pinar repoblado a mediados del siglo XX, acompañado de algarrobos y acebuches, importante fuente de alimento para los carboneros, petirrojos, piquituertos y herrerillos, entre otros, que se refugian en estos bosques. En las faldas de la sierra también es posible encontrar alcornoques.
A través de las distintas sendas y veredas que recorren este enclave natural, se perciben olores y fragancias de matorral abierto y de poco porte que se desarrollan bajo la cubierta arbórea: tomillo andaluz, romero, almoradux, matagallo, ruda, hinojo, palmito, esparto, etc. Son especies que siempre han estado en las despensas de los abuelos, pues han sido innumerables los remedios caseros para diversas dolencias en virtud de sus propiedades curativas.
Formando parte del pastizal, en los claros de bosque, se puede observar una de las familias más evolucionadas del reino vegetal: las orquídeas, que junto a los endemismos vegetales que se desarrollan de bido a las particularidades geológicas y climatológicas de esta sierra, constituyen la principal riqueza botánica de esta. Por otro lado, la encina se acompaña de un matorral denso y arbustivo compuesto de coscoja, lentisco, enebro, cornicabra, torvisco y jaras.

### Fauna
La fauna, en tiempos pasados fue muy diversa, pero en la actualidad debido al deterioro de la sierra, y de su explotación, se está viendo reducida notablemente. Ya en las proximidades del pico de Mijas, 1150 m sobre el nivel del mar, podemos encontrar especies como: cernícalo primilla, águila imperial ibérica o aguililla calzada. En un marco dónde domina la encina, en cuyo tronco vive la gineta, que espera pacientemente que un lirón careto pase por su zona, teniendo la audacia de cogerlo antes que el búho real. También se pueden encontrar: zorro, algún que otro ciervo y en toda la sierra se pueden ver jabalíes donde de vez en cuando se hacen cazas en las montañas de jabalcuza y jarapalo para controlar su número aunque cada vez es más difícil poder encontrarnos estos animales. Conforme cae la noche podemos escuchar algunas piedras rodar por la montaña, y si mostramos atención podremos ver alguna cabra montés en su habitual desplazamiento nocturno en busca de agua.
Las especies de fauna silvestre que habitan la sierra de Mijas forman parte de un entramado en el que la desaparición de alguna de las piezas puede provocar un grave desequilibrio sobre el ecosistema. Pero la destrucción y la continua degradación del hábitat de estos seres vivos están haciendo peligrar su continuidad. Aunque la actividad de las canteras y los intentos de repoblación de la zona estos animales siguen en grave peligro.